# Лозуватка (Вишнівська селищна громада)
Лозува́тка — село в Україні, у Вишнівській селищній громаді Кам'янського району Дніпропетровської області.
Населення — 1 142 мешканця.

## Уродженці
- Алексеєнко Вадим Миколайович (1975—2014) — солдат Збройних сил України, учасник російсько-української війни.
- Бондаренко Станіслав Григорович (* 1954) — український поет, прозаїк і журналіст,
- Барабаш Яків Прокопович - (1897–1921) – народився у  Дружно-Надеждівці, колишньому присілку Лозуватки, учасник українського повстанського руху (1919–1920 рр.), старшина загонів  отамана Малашко[1]
- Василенко Микола Миколайович (1986—2014) — солдат Збройних сил України, учасник російсько-української війни.
- Жук Юрій Сергійович (1981—2015) — солдат Збройних сил України, учасник російсько-української війни.
- Фільов Дмитро Сидорович (1903—1994) — радянський учений-агроном.

## Географія

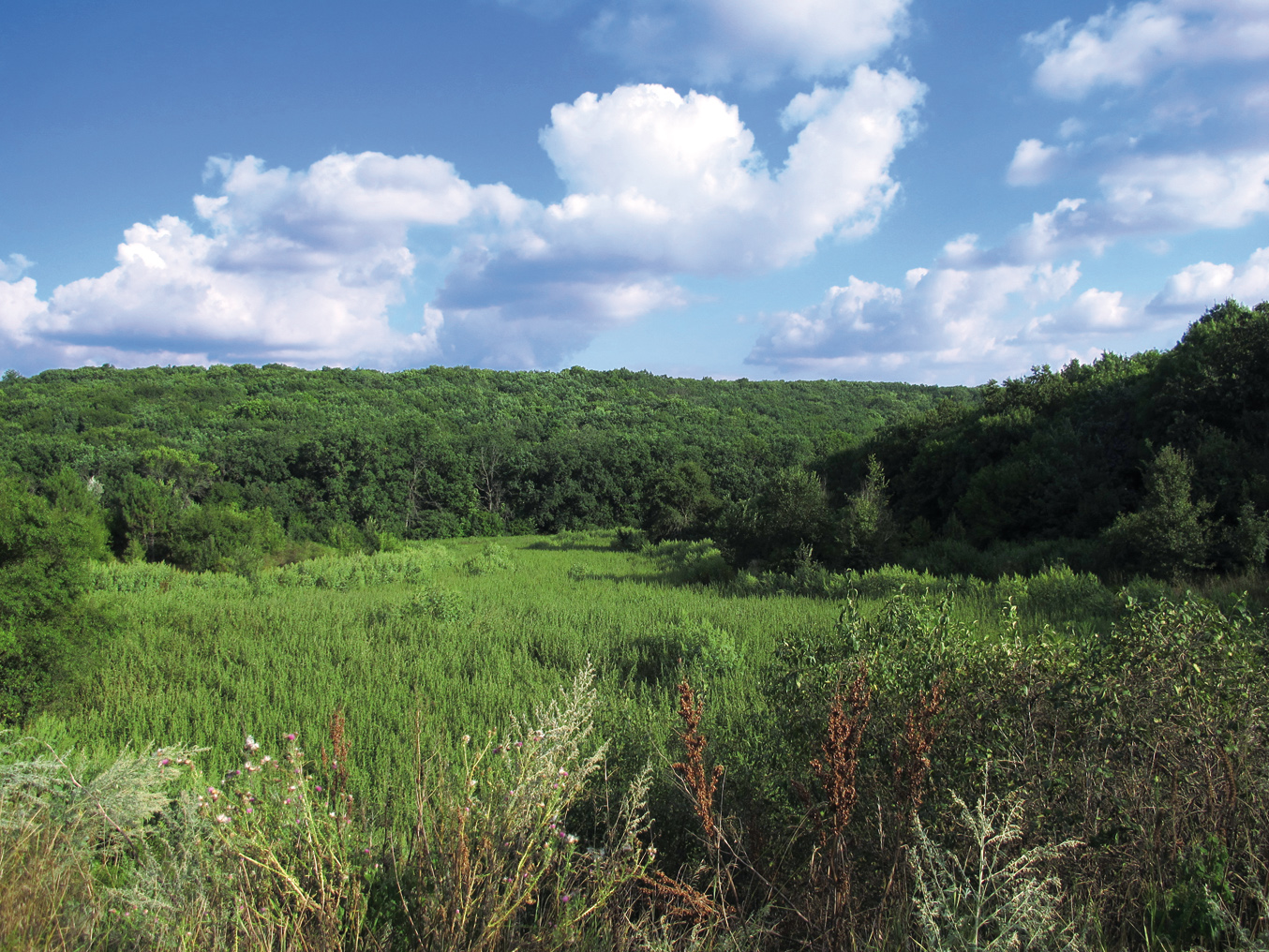
Комісарівський ліс

Село Лозуватка знаходиться на березі річки Лозоватка в місці впадання в неї річки Комісарівка, вище за течією на відстані 3 км розташоване село Ликошине, нижче за течією на відстані 1 км розташоване село Терно-Лозуватка, а за 1,5 км розташоване смт Вишневе, вище за течією річки Комісарівка на відстані 1 км розташоване село Комісарівка. Річка в цьому місці пересихає, на ній зроблено кілька загат. По селу протікає пересихаючий струмок з загатою. Поруч проходить залізниця, станція Ерастівка за 3 км.

## Пам'ятки природи
На північ від села розташований Комісарівський лісовий заказник.

## Історія
Село відокремилося від села Комісарівка. Багато хлопців з тодішніх присілків Лозуватки - Ново-Богданівки, Дружно-Надеждівки та інших брали участь у Визвольних змаганнях у 1920 році. Серед інших - сотник Петренко Василь Іванович з хутора Полинкового. Головою волосного виконкому у цей час був Зінченко Петро Федорович (1883 р.н.). 

## Населення

### Мова
Розподіл населення за рідною мовою за даними перепису 2001 року:
| Мова            | Відсоток |
| --------------- | -------- |
| українська      | 93,8 %   |
| російська       | 3,9 %    |
| угорська        | 2 %      |
| інші/не вказали | 0,3 %    |

## Економіка
- ФГ «Червона калина».
- ФГ «Зоря».

## Об'єкти соціальної сфери
- Школа.
- Дитячий садочок.
- Фельдшерсько-акушерський пункт.
- Будинок культури.